# Bol'šaja Chadyr'jacha
La Bol'šaja Chadyr'jacha (in russo Большая Хадырьяха?) è un fiume della Russia siberiana occidentale, affluente di destra del fiume Pur. Scorre nel Purovskij rajon del Circondario autonomo Jamalo-Nenec.
Il fiume nasce e scorre nella bassopiano della Siberia occidentale in una zona paludosa, ricca di laghi; il suo corso si svolge in direzione mediamente nord-occidentale. Sfocia nel Pur a 247 km dalla foce, a monte del villaggio di Urengoj. Ha una lunghezza di 237 km, il bacino è di 5 120 km². È gelato, mediamente, da ottobre sino a maggio-giugno.